# リトアニア・ヨナス・ジェマイティス将軍軍事アカデミー

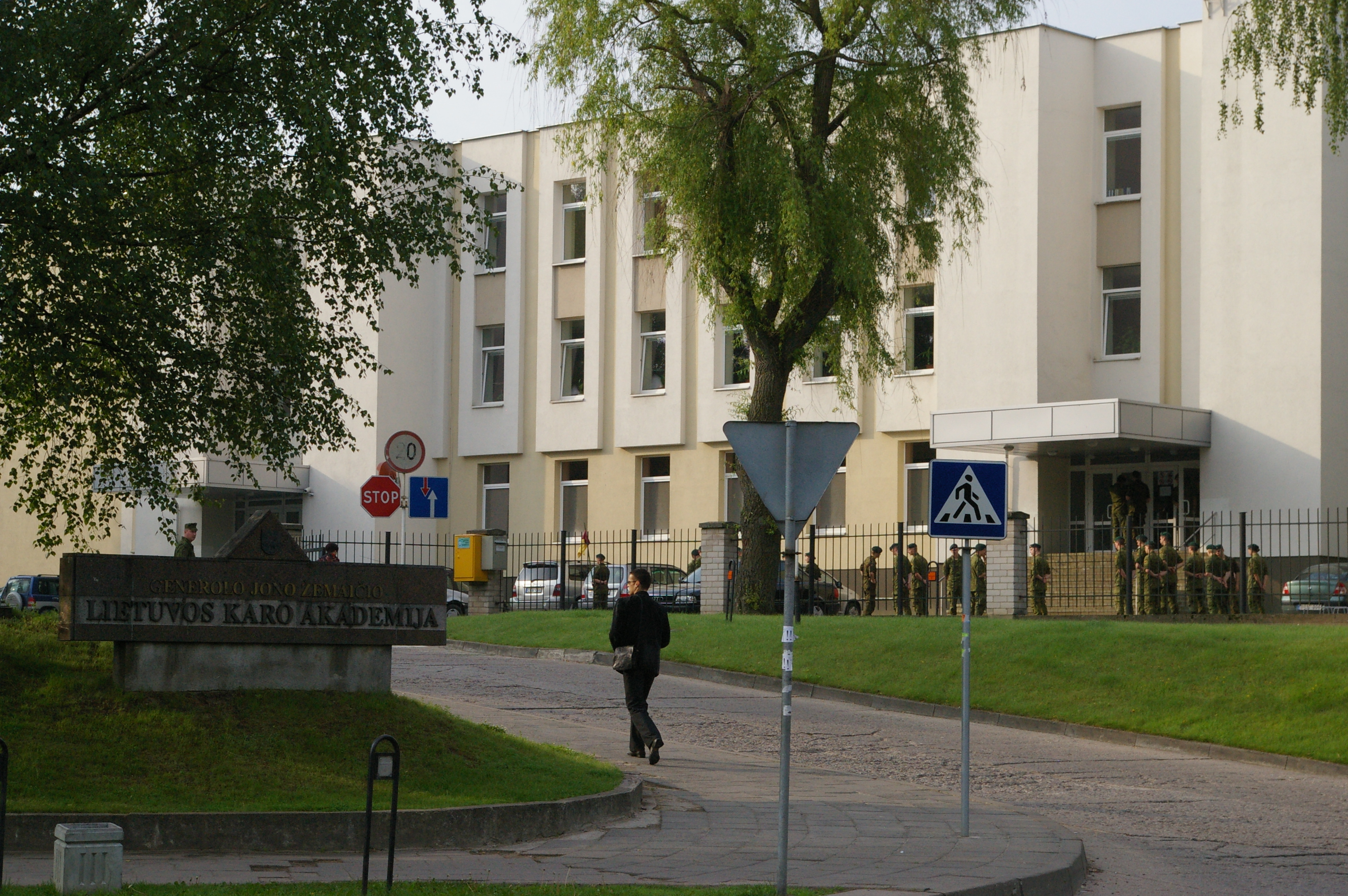
リトアニア軍事アカデミー

リトアニア・ヨナス・ジェマイティス将軍軍事アカデミー（リトアニア語: Generolo Jono Žemaičio Lietuvos karo akademija、略称: LKA）は、リトアニアの首都ヴィリニュスにある国立の高等教育機関。リトアニア国防省が管轄する。
1992年6月16日にリトアニア政府により国防学校（Krašto apsaugos mokykla）としての設立が決定、これが設立日とされている。1994年1月18日にセイマス（国会）によって国防学校はリトアニア軍事アカデミー（Lietuvos karo akademija）に改組される。1998年11月20日からは、校名にヨナス・ジェマイティス将軍の名を冠している。彼はソヴィエトに対するパルチザン（1944年 - 1953年）を指揮した。
9つの学科があり、ほかにも図書館や研究センター、運動複合施設、博物館、兵舎がある。NATO加盟国との協力で研究が行われており、アメリカ合衆国のヴァージニア軍事学校、イギリスのサンドハースト王立陸軍士官学校、フランスのサン・シール陸軍士官学校とも関わりがある。

## 学長
- 1992年2月21日 - 1992年8月28日：アルギマンタス・ヴァイトカイティス（Algimantas Vaitkaitis）（学長代理）
- 1992年8月24日 - 1993年10月25日：ヨナス・アンドリシュケヴィチュス（Jonas Andriškevičius）
- 1993年10月26日 - 2000年2月21日：ゼノナス・クリース（Zenonas Kulys）
- 2000年2月22日 - 2003年9月17日：アルギス・ヴァイチェリューナス（Algis Vaičeliūnas）
- 2003年9月18日 - 2005年7月31日：アルギマンタス・ヴィーシュニャウスカス（Algimantas Vyšniauskas）（学長代理）
- 2005年8月1日 - 2008年8月31日：アルーナス・バルチューナス（Arūnas Balčiūnas）
- 2008年9月1日 - 2010年5月9日：エドヴァルダス・マジェイキス（Edvardas Mažeikis）
- 2010年5月10日 - 2012年6月5日：ギンタラス・バグドナス（Gintaras Bagdonas）
- 2012年6月6日 - 2015年7月1日：エウゲニユス・ヴォシーリュス（Eugenijus Vosylius）
- 2015年8月3日 - ：ライムンダス・マトゥリス（Raimundas Matulis）